# هانا مارتین
هانا مارتین (انگلیسی: Hannah Martin؛ زادهٔ ۳۰ دسامبر ۱۹۹۴) بازیکن هاکی روی چمن اهل بریتانیا است.